# Shablo
Shablo, seudónimo de Pablo Miguel Lombroni Capalbo (Buenos Aires, 17 de noviembre de 1980), es un disc-jockey y productor discográfico argentino naturalizado italiano, que se mudó a Italia a temprana edad y luego vivió en Ámsterdam.
Activo en el hip hop italiano desde finales de los noventa, produjo y participó en proyectos hasta su mudanza a Ámsterdam en 2005; En la ciudad holandesa continúa su actividad como DJ productor. Desde 2007 comienza a colaborar con artistas italianos e internacionales. Nokia lo eligió como artista oficial de Trendslab y lo llevó a una gira internacional de un año que lo vio tocar en escenarios y clubes de varios países. Ha actuado en vivo junto a artistas como Justice, Duran Duran, Mya y Wu-Tang Clan.

## Biografía

### Primeros años y colaboraciones
Nació en Buenos Aires en 1980, donde su familia materna emigró desde Senise, en la provincia de Potenza. Se mudó a Perugia, Italia, donde tuvo su primera experiencia con el hip hop. Intenta hacer rap, pero encuentra su vocación en el papel de DJ productor. En 1999 se trasladó a Bolonia, mientras que dos años más tarde produjo el primer álbum en solitario de Inoki, 5º Dan, y ese mismo año se unió al colectivo Porzione Massiccia Crew.
En 2003 Shablo comenzó a colaborar con el grupo milanés Club Dogo para la gira promocional de su álbum Mi fist, mientras que en 2004 creó el tema principal del programa de televisión Hip Hop Generation, presentado por Inoki. Posteriormente, se alejó de Italia para probar suerte en otros proyectos: así comenzó una colaboración con Feel Good Productions, un equipo internacional de 15 personas entre músicos, MCs, DJs y VJs, y de la asociación surgieron dos proyectos importantes. Colaboración con la tostadora anglo-jamaicana Navigator y producciones para la cantante de soul británica Vaanya Diva . Firma producciones para programas de televisión y sitios de Internet holandeses mientras inicia una asociación con el cantante peruano Poopatch . En 2004 Shablo participó en el mixtape PMC VS Club Dogo - The Official Mixtape y produjo algunas canciones para el álbum Lo spettacolo è finito de Rischio. Estos trabajos le garantizaron un lugar en The Italian Job, un equipo de producción formado por Shablo, Don Joe y DJ Shocca . The Italian Job se encargará de las producciones de Fabiano, conocido como Inoki, el segundo trabajo en solitario de Inoki, lanzado en 2005.
En 2005 dirigió el proyecto My Sentence, un único tema de 14 minutos que combina hip hop italiano, inglés, francés y árabe en honor al artista contemporáneo Jota Castro . En la pista participan Club Dogo, Vincenzo da Via Anfossi, Sean, Tek Money, Gianni KG, Royal Mehdi y Weld Grira. Al año siguiente, Shablo se asocia con el productor J-Falla, con quien forma el equipo Shablo & J-Falla. Los dos se dedican a la producción del álbum Reloaded - Lo spettacolo è finito Pt. 2 de Rischi, muy innovadores y frescos, juntos también producen No More Sorrow para el segundo álbum de Club Dogo, Penna capitale.

### The Second FeelingyThori & Rocce(2008-2011)
El 21 de mayo de 2008, Shablo lanzó su álbum debut, titulado The Second Feeling y distribuido por Barely Legal. El álbum contó con apariciones especiales de Caprice, Poopatch, Vaanya Diva, Grand Agent, Liv L Raynge y más. El álbum también generó el sencillo Count on Me, que cuenta con la voz de la cantante de soul holandesa Caprice. La canción fue versionada nuevamente en 2011 por Guè en su álbum Il ragazzo d'oro, bajo el título Conta su di me.
En 2008 Shablo conoció a Dankery Harv (la mitad del dúo de hip hop de Detroit Frank N' Dank, conocido por sus numerosas colaboraciones con J Dilla) en Ámsterdam durante su gira europea y comenzó una relación de colaboración con él que se materializaría en el EP Have Mercy on Me, lanzado en noviembre de 2010.
En 2011 colaboró con el beatmaker de Club Dogo, Don Joe, dando vida al álbum Thori &amp; Rocce. El álbum contó con la participación de numerosos artistas pertenecientes a la escena del hip hop italiano y más allá, como Fabri Fibra, J-Ax, Club Dogo, Marracash y Francesco Sarcina.

### Música rock,Mate y espíritu(2016-presente)
En 2013, junto con el rapero y colega Marracash, fundó su sello discográfico independiente Roccia Music, del cual lanzaron el álbum Genesi en 2014.
El 4 de enero de 2016, Shablo anunció su segundo álbum en solitario, titulado Mate y espíritu y lanzado el 22 del mismo mes. Descrito por el propio DJ como la continuación de su primer álbum The Second Feeling, el álbum fue grabado durante sus viajes a Nueva York, Sudamérica y los Países Bajos y contará con las voces de numerosos artistas europeos de R&B contemporáneo, algunos de los cuales ya aparecieron en The Second Feeling.
En 2025 participó en el 75° Festival de San Remo con la canción La mia parola (ft. Guè, Joshua y Tormento), terminando en el 18° lugar. En los meses siguientes actuó en varios escenarios de Italia con su "Street Jazz Tour 2025".

## Discografía

### Álbumes de estudio
- 2008 – The Second Feeling
- 2011 – Thori & Rocce (con Don Joe)
- 2016 – Mate y espíritu

### Sencillos
- 2011 – Le leggende non muoiono mai (con Don Joe)
- 2011 – L'ultimo giorno che ho (con Don Joe)
- 2019 – Non ci sto (con Marracash e Carl Brave)
- 2020 – Kriminal (feat. Gemitaiz, Samurai Jay y Guè)
- 2020 – Pimper's Paradise (con Tommy Dali)
- 2020 – Three Little Birds (con Elisa)
- 2020 – M' manc (feat. Geolier y Sfera Ebbasta)
- 2021 – Je ne sais pas (con Lous and the Yakuza feat. Sfera Ebbasta)
- 2021 – Too Old to Die Young (con Guè)
- 2021 – Ti amo, ti odio (con Roshelle feat. Guè y Mecna)
- 2021 – Luna piena (con Rkomi y Irama)
- 2022 – Cuore (con Coez y Geolier)
- 2023 – Hollywood (con Irama e Rkomi)
- 2024 – Cold (con Joshua)
- 2024 – Lose Control (con Ste)
- 2024 – Hope (con Izi e Joshua)
- 2025 – La mia parola (feat. Guè, Joshua y Tormento)

### Producciones principales
- 2001 – 5º Dan – Inoki
- 2004 – PMC VS Club Dogo - The Official Mixtape – Porzione Massiccia Crew y Club Dogo
- 2005 – Fabiano detto Inoki – Inoki
- 2005 – Roccia Music I – Marracash, Dogo Gang y afiliados
- 2006 – The Newkingztape Vol. 1 – Inoki
- 2006 – Penna capitale – Club Dogo
- 2006 – Reloaded - Lo spettacolo è finito Pt. 2 – Rischio
- 2006 –  You Don't Know What Love Is Remix – Dinah Washington
- 2007 – Karma – Kaos
- 2009 – Estremo – Jesto
- 2009 – Have Mercy on Me – Dankery Harv y Shablo
- 2010 – Immobile – Shablo feat. Guè, Ricardo Phillips, Caneda y Dankerey Harv
- 2011 – Il ragazzo d'oro – Guè
- 2011 – Meglio prima (?) – J-Ax
- 2011 – Roccia Music II – Marracash
- 2011 – I.E.N.A. – Clementino
- 2012 – Non è gratis – Rapstar
- 2012 – Detto, fatto. Gemitaiz y MadMan
- 2013 – Midnite – Salmo
- 2013 – Monster – Noyz Narcos
- 2013 – Stecca – Moreno
- 2013 – Blue Magic – Giaime
- 2013 – Mea culpa – Clementino
- 2013 – Genesi – AA.VV.
- 2014 – Niente di personale – Fabri Fibra
- 2015 – Miracolo! – Clementino
- 2015 – Status – Marracash
- 2016 – Fenice – Izi
- 2016 – Dasein Sollen – Rkomi
- 2017 – Pizzicato – Izi
- 2017 – Fenomeno – Fabri Fibra
- 2017 – Io in terra – Rkomi
- 2017 – Gentleman – Guè
- 2018 – Ossigeno - EP – Rkomi
- 2018 – Porcellana Remix – Noemi
- 2018 – Sinatra – Guè
- 2019 – Dove gli occhi non arrivano – Rkomi
- 2019 – Twerking Queen – Elettra Lamborghini
- 2021 – Luna piena – Rkomi feat. Irama
- 2021 – Taxi Driver (MTV Unplugged) – Rkomi
- 2021 – Quanto ti vorrei – Chiello
- 2022 – Scatola (singolo) – Laura Pausini
- 2022 – Il giorno in cui ho smesso di pensare – Irama